# Operació Entegham
L'operació Entegham o operació Venjança (en persa: عملیات انتقام) va ser una operació durant la guerra Iran-Iraq, iniciada per la Força Aèria de la República Islàmica de l'Iran el 22 de setembre de 1980. L'inici de l'operació va tenir lloc aproximadament dues hores després de l'esclat formal de la guerra Iran-Iraq, iniciada pels atacs de les forces iraquianes. En l'operació, 8 avions de combat iranians van bombardejar dues bases militars de l'Iraq. En aquesta operació, la força aèria iraniana va planificar un atac amb les ales d'Alborz i Alfard de la 3a base de caces d'Hamadan i la 6a base de caces de Buixehr.
El coronel iranià, Javad Fakoori era el comandant de la Força Aèria de la República Islàmica de l'Iran i va anunciar ràpidament una situació d'emergència després dels atacs de l'Iraq; va reunir tots els alts comandants de Nahaja (IRIAF) a Teheran i va declarar la necessitat d'una resposta ràpida i decisiva als atacs iraquians. En l'operació, la primera de les forces aèries iranianes durant la guerra, la primera ala de les bases de caces (base d'Alborz) s'envolà a les 16.30 i va bombardejar la base aèria militar de Sho'aibiyeh situada a la governació de Basra; després, una altra ala (Alfard) s'envolà a les 17.25 i va bombardejar la base aèria de Kut a la governació de Maysan. Durant aquesta operació i l'operació Kaman 99, diversos centres econòmics i militars iraquians van ser bombardejats per 140 avions iranians.